# Macchi MB1
Il Macchi MB1 o Macchitre (per via delle sue tre ruote) fu un motocarro a tre ruote, progettato da Ermanno Bazzocchi e prodotto a partire dal 1945 dall'azienda italiana Aermacchi per il settore trasporto su strada. Il veicolo è conosciuto anche con il marchio Bremach: motocarro Bremach dopo che l'azienda varesina, poi trasferitasi nella provincia di Brescia, ne acquistò i diritti di produzione verso la fine degl'anni sessanta.

## Descrizione di prodotto
Si tratta del primo prodotto pensato per il trasporto su strada da parte della Aermacchi, e sarà anche l'unico fino al 1951, anno in cui uscì nel mercato il Macchi 125 N, uno scooter a ruote alte. Ebbe un notevole successo grazie al suo buon comfort di marcia, grazie alle sospensioni anteriori di derivazione aeronautica, identiche a quelle dei carrelli degli aeroplani che garantivano un comportamento fino a quel momento non presente in un mezzo di trasporto, e i suoi ridotti costi di gestione nonché alla notevole affidabilità. Venne prevalentemente usato per lo scopo per cui era stato concepito: trasporto di merci e persona a corto raggio; era infatti dotato di una cabina a due posti distinti e un cassone ribaltabile. Il motore era un 4 tempi di 750cm³ da 25 cv alimentato a benzina , l'autocarro pesava 1175 kg a vuoto e ne poteva portare 1500, che potevano diventare 2500 con un apposito rimorchio. Venne utilizzato sia da civili che da militari. Per la sua realizzazione, l'azienda utilizzò alcuni componenti dei propri velivoli militari, adeguatamente adattati al corpo del motocarro. Era di facile manutenzione, dotato di una protezione ruota asportabile al fine di facilitare gli interventi di riparazione. Nel 1957 la produzione venne affidata anche, su licenza, alla "Ing. Negri & C. S.p.a." che lo commercializzò anche in versione più piccola con portata massima di 790 kg. La versione originale, invece, nel 1955 venne convertita ad alimentazione diesel, con motore da 1000 cm³. Negli anni successivi, la Aermacchi venne assorbita dalla Harley-Davidson e venne quindi commercializzato col marchio AMF-Harley Davidson. Tuttavia la Aermacchi-Harley Davison ebbe vita breve, nel 1978 l'azienda morì e diede vita alla Cagiva. Nel 1971 i diritti di produzione del Macchi MB1 vennero ceduti a una piccola società la Fratelli BRENNA; sotto questa nuova gestione il motocarro venne prodotto e venduto con marchio BREMACH, unione appunto di BREnna e MAcCHi.
Nel corso della sua vita, al momento della cessione alla Bremach, ricevette una rivisitazione estetica: mentre il primo modello era caratterizzato da linee molto classiche, fari tondi e superfici bombate e curve dopo il restyling le linee divennero più moderne e squadrate e i fari rettangolari.
La Bremach lo produsse fino agl'anni novanta, per poi vendere il progetto alla Aerdiesel di Vicenza.